# ATLS
Advanced Trauma Life Support (ATLS) — обучающие тренировочные курсы для специалистов (врачей) в оказании помощи пострадавшим при травме. Программа разработана Американской коллегией хирургов. Аналогичные программы разработаны для среднего медперсонала и бригад парамедиков. Курсы ведутся более чем в 60 странах мира, за пределами США известны под названием «Экстренная помощь тяжелым травматологическим больным» (Early Management of Severe Trauma (EMST)). Целью курса является создание единого алгоритма подхода к травматологическим больным. Изначально созданный для экстренных ситуаций, предусматривающий наличие одного врача и одной медсестры, по состоянию на 2014 год этот алгоритм используется в подавляющем большинстве случаев для обследования поступающих пострадавших в отделения травматологии. Основной идеей является поэтапность оказания медицинского пособия и выявление наиболее угрожающего жизни повреждения. Также в алгоритме учитывается время оказания медицинской помощи.

## История
ATLS возник в США в 1976 году. Тогда Джеймс Стайнер, хирург-ортопед, управляя легким самолетом, потерпел крушение в поле в штате Небраска. Его жена погибла на месте, трое из четверых детей получили серьезные повреждения. У четвертого, Криса, было сломано плечо. Оказав первую помощь на месте крушения, д-р Стайнер остановил на дороге машину. Прибыв в госпиталь, они обнаружили его закрытым. В другом госпитале семье оказали неадекватную помощь — персонал маленькой больницы просто не оказался готовым к таким пострадавшим. Вернувшись в Линкольн, врач задается вопросом, как можно улучшить оказание помощи пациентам с травмой.
Он разрабатывает алгоритм действия при работе с больными травматологического профиля. Вместе с доктором Полом Коликотом он в 1978 году представляет курс обучения врачей ATLS. В 1980 году Комитет Американского колледжа хирургов принял программу и началось её распространение по США.
ATLS стало стандартом оказания помощи пострадавшим и обучения врачей.

## Первичный осмотр
Первый и ключевой момент обследования пациента, поступившего в травматологическое отделение, называется первичным осмотром. На этом этапе происходит выявление жизнеугрожающих повреждений и одновременно начинаются реанимационные мероприятия. При обследовании используется правило ABCDE.

### Airway: обеспечение проходимости дыхательных путей
Первый этап при первичном осмотре заключается в оценке проходимости дыхательных путей. Если пациент может разговаривать, то, скорее всего, дыхательные пути свободны. Если пострадавший без сознания, то он/она сам дышать не может. Дыхательные пути можно открыть опусканием подбородка или выдвижением нижней челюсти (приемы Сафара). Если дыхательные пути забиты инородными телами или содержимым (кровью, рвотой и т.п), их следует удалить. В случае продолжающейся обструкции предусматривается введение дыхательной эндотрахеальной трубки.

### Breathing: дыхание и вентиляция
Следующим этапом является обследование грудной клетки: осмотр, пальпация, перкуссия и аускультация. Необходимо выявить наличие подкожной эмфиземы или смещения трахеи. Целью обследования является выявление шести жизнеугрожающих состояний: обструкция дыхательных путей, напряженный пневмоторакс, массивный гемоторакс, открытый пневмоторакс, флотирующий перелом ребер, ушиб легкого и гемотампонада сердца.

### Circulation: кровообращение и кровотечение
Кровотечения являются преобладающей причиной смертности при травме. Гиповолемический шок возникает при существенной по объему потере крови. На этом этапе для предотвращения развития шока следует установить два периферических венозных катетера и начать вливание кристаллоидных растворов. В случае отсутствия эффекта от введения кристаллоидов назначается переливание одногруппной крови или, если таковой не имеется в наличии, первой Rh- группы. Внешнее кровотечение при ранениях конечностей временно останавливается прижатием. Скрытое внутреннее кровотечение может наблюдаться при ранениях груди, живота и таза, а также при переломах длинных трубчатых костей.
По состоянию на 2012 год, эффект от использования VII фактора свертываемости при кровотечениях не доказан. При том, что он помогает контролировать кровотечение, он вызывает артериальные тромбозы, поэтому до окончания клинических исследований надо воздержаться от назначения.

### Disability: неврологический статус
При первичном осмотре неврологический статус оценивается по правилу AVPU (alert — активный ответ, verbal stimuli response — ответ на вербальное раздражение, painful stimuli response — ответ на болевое раздражение, or unresponsive — нет ответа на раздражитель). Более детальная оценка и быстрый неврологический осмотр проводится в конце первичного осмотра пострадавшего. Он включает в себя оценку уровня сознания, размер и реакцию зрачков, наличия симптомов смещения головного мозга а также уровень травмы спинного мозга.
Для оценки сознания используется шкала комы Глазго, позволяющая помимо прочего оценить прогноз выживаемости. Изменение уровня сознания сигнализирует о необходимости повторной оценки уровня оксигенации, вентиляции и перфузии тканей. Кроме того, на уровень сознания влияет изменения уровня сахара в крови, прием наркотиков или алкоголя. Если эти факторы исключены, то в изменении уровня сознания следует подозревать ЧМТ, до тех пор, пока не будет доказано обратное.

### Exposure: окружение
Пострадавший должен быть освобожден от всей одежды, желательно при этом одежду разрезать. Необходимо согревать пациента во избежание развития гипотермии. Вводимые растворы должны быть подогретыми.

## Вторичный осмотр
Вторичный осмотр следует начинать, как только жизненные показатели пострадавшего пришли в норму. Он включает в себя полное обследование пациента, включая повторную оценку жизненных показателей и составление истории болезни.

## Повторные осмотры
Если это необходимо, повторные осмотры проводятся для уточнения диагноза и характера повреждения, сопутствующих травм и заболеваний.

## Альтернативные программы
Альтернативный курс создан в Британии и называется Anaesthesia Trauma and Critical Care (ATACC) . Он предназначен для обучения врачей, прошедших курсы ATLS и ставит своей целью дальнейшее ведение пациента. Курс проводится двумя королевскими колледжами несколько раз в год, записаться на него могут врачи любого профиля.
Кроме того, существует ряд протоколов для специфических повреждений. Например, разработанный врачами Австралии и Новой Зеландии протокол обследования и лечения пострадавших от ожоговой травмы.